# Vallelado (kommunhuvudort)
Vallelado är en kommunhuvudort i Spanien.   Den ligger i provinsen Provincia de Segovia och regionen Kastilien och Leon, i den centrala delen av landet, 130 km nordväst om huvudstaden Madrid. Vallelado ligger 778 meter över havet och antalet invånare är 826.
Terrängen runt Vallelado är lite kuperad. Runt Vallelado är det ganska glesbefolkat, med 38 invånare per kvadratkilometer. Närmaste större samhälle är Cuéllar, 9,3 km öster om Vallelado. Trakten runt Vallelado består till största delen av jordbruksmark.